# Isla de Aves
Ne doit pas être confondu avec Archipel de Las Aves ou Île aux Oiseaux.
La Isla de Aves (en français : île aux oiseaux) est une petite île des Antilles de 375 m de long pour 50 m de large. Elle se situe en mer des Caraïbes à 205 km à l'ouest de la Guadeloupe et à 230 km de la Dominique. Elle fait partie des Dépendances fédérales du Venezuela.

## Historique
L'île a probablement été découverte en 1584 par Avaro Sanzze. Par la suite, Espagnols, Anglais, Portugais et Hollandais la revendiquent. En 1678, une expédition commandée par Jean II d'Estrées forte de sept vaisseaux de ligne, trois frégates et sept navires auxiliaires avait pour but de conquérir l'île de Curacao au profit du roi de France. Elle se brise sur les récifs des îles d'Aves sauvant la possession hollandaise. Depuis 2004, les forces navales du Venezuela y maintiennent une garnison, à 550 km de leurs côtes. D'ailleurs cette île fait partie des Dépendances Fédérales du Venezuela. Mais la Dominique conteste leur présence. D'après la convention de Montego-Bay de 1982, dont le Venezuela n'est pas signataire, un îlot ne peut être revendiqué au-delà de la limite territoriale des 12 miles (22 km). Lors d'une visite au Venezuela en juin 2006, le premier ministre de la Dominique, Roosevelt Skerrit, a déclaré que l'île d'Aves appartenait au Venezuela. En 2007, la Dominique a reconnu la revendication du Venezuela sur l'île.
La base scientifique Simón Bolívar, qui peut accueillir 12 personnes, a été construite, sur pilotis, au sud de l'île en 1978. Rénovée au début des années 2000, elle dispose d'un héliport et est dotée d'une balise ; un ponton de 30 mètres permet de rejoindre la terre ferme.

## Description
La Isla de Aves est une île sablonneuse avec juste un peu de végétation. C'est un lieu de reproduction pour les oiseaux marins et les tortues vertes (Chelonia mydas). De 1878 à 1912, des Américains exploitèrent le guano jusqu'à épuiser les réserves de l'île. Son point culminant n'est qu'à 4 mètres au-dessus du niveau de la mer et les cyclones peuvent la submerger. L'endroit est dangereux, de nombreux bateaux s'y sont échoués. En 1979, l'ouragan David a partiellement englouti l'île puis la saison suivante, l'ouragan Allen a divisé l'île en deux sans donner le temps de se réunifier complètement. Malgré la repousse du corail, L'érosion marine pourrait faire disparaitre l'île d'ici quelques dizaines d'années.[réf. nécessaire]

1647
1887
1970
Avant l'ouragan Allen de 1980.
Après l'ouragan Allen de 1980.